# Flavio Alfaro
Flavio Evaristo Alfaro Santana (Montecristi, 22 de junio de 1865 –  Quito, 28 de enero de 1912) fue un general y revolucionario liberal ecuatoriano.

## Biografía
Fue hijo de Ildelfonso Alfaro Delgado y de Adela Santana; sobrino del Gral. Eloy Alfaro Delgado, líder de la Revolución Liberal a inicios del siglo XX. Su rol durante la época alfarista, fue notable. Se inició como miembro activo del liberalismo radical, liderado por su tío, Eloy Alfaro pero luego peleó ese liderazgo, en pugna con él. De los parientes directos de Eloy Alfaro, fue el más involucrado en la actividad política.luego de la derrota ,Alfaro y sus compañeros fueron enviados a Quito

## Primeras incursiones políticas
En 1903, durante el primer mandato del gobierno Liberal, ostentó el cargo de Ministro de Guerra y prohibió la pena de azotes en el ejército. En las elecciones de 1905, estuvo próximo a ser el máximo representante del liberalismo radical (una de las dos alas del liberalismo). Cuando esto ocurrió, fue destituido por el presidente Leonidas Plaza, quien había ya marcado distancia con los alfaristas. Finalmente, la Asamblea de la Junta Patriótica del Partido Liberal, convocada por Eloy Alfaro, eligió como candidato oficial a la presidencia a Ignacio Robles, evitando que se desate (al menos por el momento) una guerra civil.

## Ruptura definitiva con los Alfaristas
Más tarde, en 1911 y luego del mandato de Eloy Alfaro, Flavio volvió a presentar su candidatura al partido pero esta vez sin el apoyo de su tío, quien temía que estallase un escándalo por nepotismo en medio de altos niveles de tensión que se vivían ya, entre las dos alas del liberalismo. Flavio Alfaro perdió las elecciones ante Emilio Estrada (candidato apoyado por Eloy Alfaro). Ante la derrota, se inició una confrontación directa entre el sobrino y el tío. Flavio insistía en su candidatura y en su intención de asumir el poder si Emilio Estrada no se encontrara apto para asumir el cargo (Estrada tenía serios problemas de salud). Temeroso de que las declaraciones de su sobrino se conviertan en amenaza latente, y de la violencia que podía generar la muerte de Estrada en el poder, Eloy Alfaro le pidió la renuncia, pero este se negó. En lugar de ello, Emilio Estrada sugirió nombrar como Ministro de Guerra a Manuel Antonio Franco con el fin de perseguir a los flavistas, que ya se percibían como conspiradores. La rivalidad entre flavistas y alfaristas polarizó el escenario social todavía más y los vientos de guerra ya empezaron a sentirse. 
Las confrontaciones llegaron a su punto más álgido cuando Eloy Alfaro buscó destituir a Emilio Estrada desde el Congreso, y en el intento, Flavio Alfaro presionó para conseguir una enmienda en la Constitución que le permita asumir el poder (por ser el segundo candidato más votado). Sin embargo ninguna de las dos cosas ocurrieron. No se consiguió la destitución de Estrada, y Eloy Alfaro frenó además toda pretensión de su sobrino, de manipular la ley a su conveniencia. Con estos acontecimientos, Eloy Alfaro perdió también la amistad y cercanía de Estrada, uno de sus pocos seguidores fieles. Por su parte, Flavio buscó también apoyo dentro de la esfera militar, para entonces ya muy dividida.
Cuando Emilio Estrada muere en el poder de un ataque al corazón, apenas tres meses después de asumir el mando (y sobre lo que muchos ya habían advertido), el caos empieza a desatarse en el país. Flavio Alfaro ya tenía lista su insurrección, la misma que estalló en la provincia de Esmeraldas. Este hecho provocó que el general Pedro J. Montero, fiel a Estrada, se autoproclame Jefe Supremo en Guayaquil, el 28 de diciembre de 1911, lo que llenó de ira a los guayaquileños. Sin embargo, la presidencia interina la asumió por ley Carlos Freile Zaldumbide como presidente del Congreso.

## La hoguera bárbara

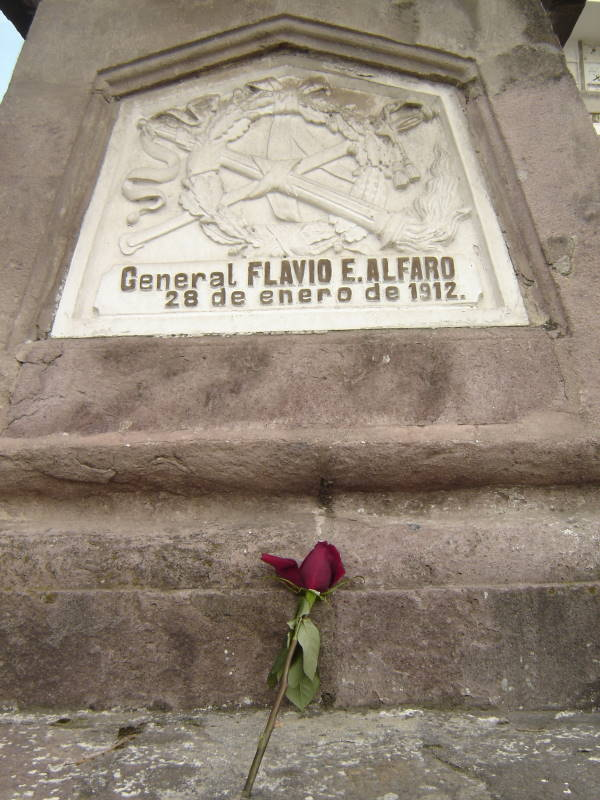
Tumba en el Cementerio de San Diego

El 5 de enero de 1912, Eloy Alfaro convoca a una conferencia de paz, en un intento desesperado por detener las matanzas que ya habían empezado a suscitarse en el país. Entre los convocados, estaban representantes de su sobrino Flavio. En esa conferencia, Flavio Alfaro negoció de manera unilateral con el general Pedro J. Montero para desconocer lo propuesto por su tío, y en lugar de ello, lograr ser él, nombrado director general de la Guerra y general jefe del Ejército, dejando así todas las negociaciones de paz sin efecto y dando inicio oficialmente a los combates.
El 18 de enero, estalló la batalla de Yaguachi (la tercera más importante, junto con la de Huigra y Naranjito llevadas a cabo el 11 y el 14 de ese mismo mes) en la cual Flavio Alfaro resultó herido y debió ser conducido a Guayaquil. Ese mismo día, Eloy Alfaro a la edad de setenta años, fue designado director general de la Guerra, a lo que Flavio protestó, por aducir que el general Pedro J. Montero había violado el compromiso de ambos de dejarlo de lado.
Tres días más tarde, el 21 de enero de 1912, se firmó la paz. Montero entregaría las armas a cambio de que Leonidas Plaza ordenase la liberación inmediata de todos los presos políticos (decisión a la que se opuso rotundamente el presidente interino Carlos Freile Zaldumbide). No obstante, no todos cumplieron su compromiso. Un contingente del batallón esmeraldeño "Vargas Torres", simpatizantes de Flavio Alfaro se negaron a entregar las armas. Este hecho, junto con otra confrontación generada también con grupos antialfaristas, sirvió de pretexto para el gobierno para declarar nulo el convenio de paz por incumplimiento de las tropas rebeldes. La tarde del 22 de enero, Eloy Alfaro, Flavio Alfaro y Pedro J. Montero cayeron presos y tres días más tarde fueron llevados a Quito en ferrocarril (el mismo que había sido construido por don Eloy). En varias ocasiones se intentó hacer entrar en razón al gobierno, insistiendo en que las escaramuzas ocurridas en Esmeraldas nada tuvieron que ver con los generales presos, pues ellos no participaron de ellas. Todo fue en vano.
El 28 de enero, una turba enardecida se tomó las instalaciones del Penal García Moreno, donde estaban recluidos los presos. Ningún agente policial se molestó en brindar las medidas de seguridad para los internos. La turba ingresó con el único propósito de asesinar a los ahí recluidos y así lo hizo. Eloy Alfaro murió de un disparo en la frente, el General Ulpiano Páez luchó hasta el final en su intento de vengar la muerte de don Eloy, pero perdió la vida también, y Flavio Alfaro se defendió como pudo pero "le punzaron los dedos con puñales y lo lanzaron al pavimento". Luego todos ellos fueron despojados de sus pertenencias y ropas, fueron apuñalados y golpeados, mientras sus cuerpos eran arrastrados por las calles de la ciudad de Quito. Se sabe que Eloy Alfaro cayó muerto de un disparo en la cabeza, pero no así el resto de los presos, de quienes se desconoce si seguían vivos o no al momento del arrastre. Los cuerpos fueron incinerados en el Parque del Ejido, en medio de lo que la historia ecuatoriana calificó como "la hoguera bárbara". La Revolución Liberal había llegado a su fin.

## Honores
El cantón Flavio Alfaro, en la provincia de Manabí en Ecuador, lleva su nombre.